# Rio Icán
Rio Icán é um rio centro-americano da Guatemala.